# Dani ludaje
Dani ludaje su tradicionalna manifestacija koja se održava u Kikindi od osamdesetih godina prošlog veka. U pitanju je četvorodnevni festival takmičarskog tipa koji se obično održava tokom oktobra, glavni deo programa fokusiran je na merenje veličine, težina i obima prijavljenih, takmičarskih ludaja, odnosno bundeva. Gde se najboljima dodeljuju nagrade, dok pobednik pored glavne nagrade biva svečano registrovan u Svetskoj asocijaciji uzgajivača bundeve.
Svake godine festival poseti vise desetina hiljada posetilaca.

## Prateći program
Ovu manifestacija, sa tradicijom od preko 35 godina, slavi se u celom gradu. Tako se tokom Dana ludaje organizuje šarenoliki propratni program u vidu različitih izložbi, kulturnih dešavanja, koncerata, revija, kao i postavljanje različitih vrsta pijaca i štandova koje promovišu lokalnu kuhinju, organske proizvode, rukotvorine i stare zanate, čuvajući time tradiciju i promovišući kulturu i umetnost Vojvodine. Tokom manifestacije organizuju se i različiti sportski turniri, humanitarnog i takmičarskog karaktera.
Tokom festivala organizuje se i muzički program pop, zabavne i rok muzike, gde su do sada nastupali izvođači kao što su:
- Zdravko Čolić
- Kerber
- Van Gog
- Riblja Čorba
- Zvonko Bogdan
- Divlje Jagode